# Listes des communes de l'Anjou historique situées hors de Maine-et-Loire

Carte de l'Anjou

 (octobre 2024).
Si vous disposez d'ouvrages ou d'articles de référence ou si vous connaissez des sites web de qualité traitant du thème abordé ici, merci de compléter l'article en donnant les références utiles à sa vérifiabilité et en les liant à la section « Notes et références ».

## Contexte
Lors de la Révolution française, les institutions de l'Ancien Régime sont mises à bas. Les territoires et domaines des anciennes provinces françaises, fiefs de dynasties de comtes et de ducs vont être démantelés afin de pouvoir laisser la place à la Nation républicaine.
La création des départements français répond à cet objectif politique et sera effectif le 4 mars 1790, en application de la loi du 22 décembre 1789.
La province d'Anjou se retrouvera divisée et répartie sur sept départements (par ordre alphabétique) : Indre-et-Loire, Loire-Inférieure, Maine-et-Loire, Mayenne, Sarthe, Deux-Sèvres, Vienne.
Le Comté de Vendôme longtemps possession du Comté d'Anjou puis du Duché d'Anjou, fut rattaché au domaine royal bien avant la Révolution.
Lors de la création de la généralité de Tours au XVIe siècle, Château-du-Loir, de par sa situation géographique et historique étroitement liée à l'Anjou et au Maine, devient le siège d’un gouvernement particulier avec un gouverneur et un lieutenant du roi, et le chef-lieu d’une sénéchaussée qui étendait sa juridiction sur 78 paroisses, ainsi qu'une terre d'élection d’où dépendaient 83 paroisses.

## Communes de l'ancienne province d'Anjou situées dans le département d'Indre-et-Loire
Avrillé-les-Ponceaux,

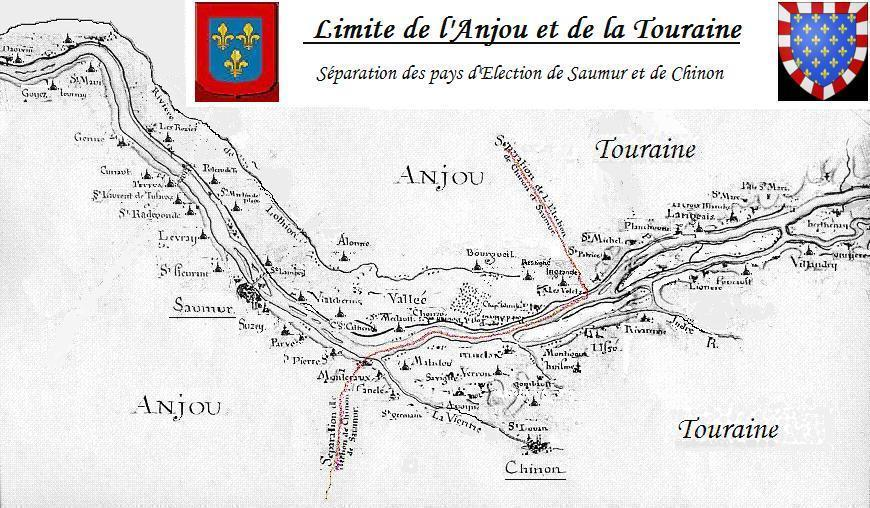
Limite de l'Anjou et de la Touraine au XVIIIe siècle

Benais, Braye-sur-Maulne, Bourgueil, Brèches, 
Channay-sur-Lathan, La Chapelle-sur-Loire, Château-la-Vallière, Chouzé-le-SecChouzé-sur-Loire, Continvoir, Couesmes, Courcelles-de-Touraine,
Gizeux,
Hommes,
Ingrandes-de-Touraine
Lublé,
Marcilly-sur-Maulne,
Restigné, Rillé,
Saint-Laurent-de-Lin, Saint-Nicolas-de-Bourgueil, Saint-Philibert-de-la-Pelouse, Saint-Symphorien-les-Ponceaux,
Savigné-sur-Lathan,
Villiers-au-Bouin.
Enfin la ville de Richelieu (ainsi que les paroisses situées autour de cette cité), fut rattachée administrativement, lors de sa création par Richelieu, au gouverneur de Saumur et à la sénéchaussée de Saumur.
Anciennes places fortes angevines au Moyen Âge, devenues forteresses royales : Chinon, Langeais, Loches.

## Communes de l'ancienne province d'Anjou situées dans le département de laLoire-Atlantique

Localisation de la commune de la Boissière-du-Doré dans le département de Loire-Atlantique

La Boissière-du-Doré située sur la rive droite de la rivière Divatte, fit partie des marches d'Anjou jusqu'au XVIIIe siècle. La paroisse fut rattachée au diocèse de Nantes avant d'être intégrée, lors de la création des départements français en 1790, à celui de la Loire-Inférieure.
La commune de La Boissière-du-Doré située sur le versant "Anjou" de la rivière Divatte, constitue une enclave angevine dans le département de la Loire-Atlantique, département auquel elle ne doit son appartenance qu’à une négligence de ses habitants : en effet, ceux-ci omirent d’envoyer des délégués à Paris en 1789 lors du remplacement des provinces par les départements, pour donner un avis sur le sort qui leur serait réservé étant donné leur situation particulière (La Boissière faisait alors partie des marches communes de Bretagne et d’Anjou. Cette absence eut pour conséquence le rattachement arbitraire de la commune à la Loire-Atlantique, au seul motif qu’elle dépendait au même titre que Champtoceaux, Landemont, La Varenne, Saint-Laurent-des-Autels, Saint-Sauveur-de-Landemont) de l’évêché ou diocèse de Nantes. La Boissière fut donc à cette occasion détachée des Mauges et de l'Anjou et la rivière Divatte perdit son rôle historique de frontière de l’Anjou.
La commune déléguée de Freigné, historiquement en Anjou, a été intégrée le 1er janvier 2018 à la Loire-Atlantique et à la commune nouvelle de Vallons-de-l’Erdre.

## Communes de l'ancienne province d'Anjou situées dans le département de laMayenne

Les communes de la Mayenne angevine.

Ampoigné, Argenton, Athée, Azé, Ballots, Bazouges, Bierné, La Boissière, Bouchamps-lès-Craon, Bourg Philippe, Brains-sur-les-Marches, La Chapelle-Craonnaise, Château-Gontier, Châtelain, Chemazé, Chérancé, Congrier, Cosmes, Cossé-le-Vivien, Coudray, Craon, Cuillé, Daon, Denazé, Entrammes, Fontaine-Couverte, Froid-Font, Fromentières,Gastines, Gennes-sur-Glaize, Grez-en-Bouère, Houssay, Laigné, Laubrières, Livré, Loigné-sur-Mayenne, Longuefuye, Maisoncelles, Marigné-Peuton, Mée, Méral, Ménil, Niafles, Nuillé-sur-Vicoin, Origné, Peuton, Pommerieux, Quelaines, Renazé, La Rouaudière, La Roë, Ruillé, Saint-Aignan-sur-Roë, Saint-Denis-d'Anjou, Saint-Erblon, Saint-Fort, Saint-Gault, Saint-Germain-de-l'Homel, Saint-Laurent-des-Mortiers, Saint-Martin-Villenglose, Saint-Martin-du-Limet, Saint-Michel-de-Feins, Saint-Michel-de-la-Roë, Saint-Poix, Saint-Quentin-les-Anges, Saint-Sulpice, La Selle-Craonnaise, Senonnes, Simplé, Varennes-Bourreau et Villiers-Charlemagne.

## Communes de l'ancienne province d'Anjou situées dans le département de laSarthe

Les communes du Maine angevin.

Arthezé, Bazouges-sur-le-Loir, Bousse, Chenu, Courtillers, Cré-sur-Loir, Crosmières, Dissé-sous-le-Lude, La Bruère-sur-Loir, La Chapelle-aux-Choux, La Chapelle-d'Aligné, La Flèche (et les anciennes communes annexées de Saint-Germain-du-Val, Sainte-Colombe et Verron), Le Bailleul, Le Lude (et l'ancienne commune annexée de St-Mars-de-Cré), Louailles, Notre-Dame-du-Pé, Parcé-sur-Sarthe, Précigné, Pincé, Savigné-sous-le-Lude, Saint-Germain-d'Arcé, Thorée-les-Pins, Vaas, Villaines-sous-Malicorne et Vion.
Fiefs ayant, selon les époques, appartenu à l'Anjou ou au Maine, voire aux deux (époque des Plantagenêts) : Château-du-Loir, Sablé-sur-Sarthe.

## Communes de l'ancienne province d'Anjou situées dans le département desDeux-Sèvres
Loublande, Saint-Maurice-la-Fougereuse et Saint-Pierre-des-Échaubrognes, toutes anciennes paroisses des Mauges. Saint-Pierre-des-Échaubrognes fut même une commune de Maine-et-Loire jusqu’en 1823.
Certaines paroisses relevaient à la fois des marches d'Anjou et du Poitou : Argenton-l'Église, Bagneux, Bouillé-Loretz, Bouillé-Saint-Paul, Brion-près-Thouet, Cersay, Genneton, Louzy, Massais, Saint-Léger-de-Montbrun, Saint-Pierre-à-Champ, Saint-Martin-de-Mâcon, Saint-Martin-de-Sanzay, Saint-Cyr-la-Lande, Tourtenay, Ulcot.

## Communes de l'ancienne province d'Anjou situées dans le département de laVienne
Amberre, Angliers, Arçay, Aulnay, 
Basses, Berrie, Berthegon, Beuxes, Bournand, 
Ceaux-en-Loudun, Chalais, Champigny-le-Sec, La Chaussée, Cherves, Chouppes, Coussay, Craon, Cuhon, Curçay-sur-Dive, 
Dercé, 
Frontenay-sur-Dive, 
Glénouze, La Grimaudière, Guesnes, 
Loudun, 
Maisonneuve, Massognes, Mirebeau, Martaizé, Maulay, Mazeuil, Messais, Messemé, Moncontour, Monts-sur-Guesnes, Morton, Mouterre-Silly, 
Notre-Dame-d'Or, Nueil-sous-Faye, 
Ouzilly-Vignolles, 
Pouançay, Pouant, Prinçay, 
Ranton, Raslay, La Roche-Rigault, Roiffé, Rossay, 
Saint-Chartres, Saint-Clair, Saint-Jean-de-Sauves, Saint-Laon, Saint-Léger-de-Montbrillais, Saires, Saix, Sammarçolles, 
Ternay, Thurageau, Les Trois-Moutiers, 
Varennes, Verger-sur-Dive, Verrue, Vézières, Vouzailles.

## Cas inverse
La commune déléguée du Fresne-sur-Loire, historiquement en Bretagne, a été intégrée le 31 décembre 2015 au département de Maine-et-Loire pour permettre sa fusion dans la commune nouvelle d’Ingrandes-Le Fresne sur Loire.